# Schwanenkirchen
Schwanenkirchen est une localité allemande de la région de la Bavière. Le village fait partie du bourg (Marktgemeinde) de Hengersberg.

## Économie
Schwanenkirchen fut l'objet d'une expérience de monnaie locale nommée Wära en 1930. Le ministre allemand des finances réussi à faire interdire le wara en octobre 1931 malgré ses spectaculaires résultats sur l'économie locale.